# Heliocheilus flavitincta
Heliocheilus flavitincta là một loài bướm đêm thuộc họ Noctuidae. Nó là loài đặc hữu của Bắc Úc và Tây Úc.